# Лінійна текстура

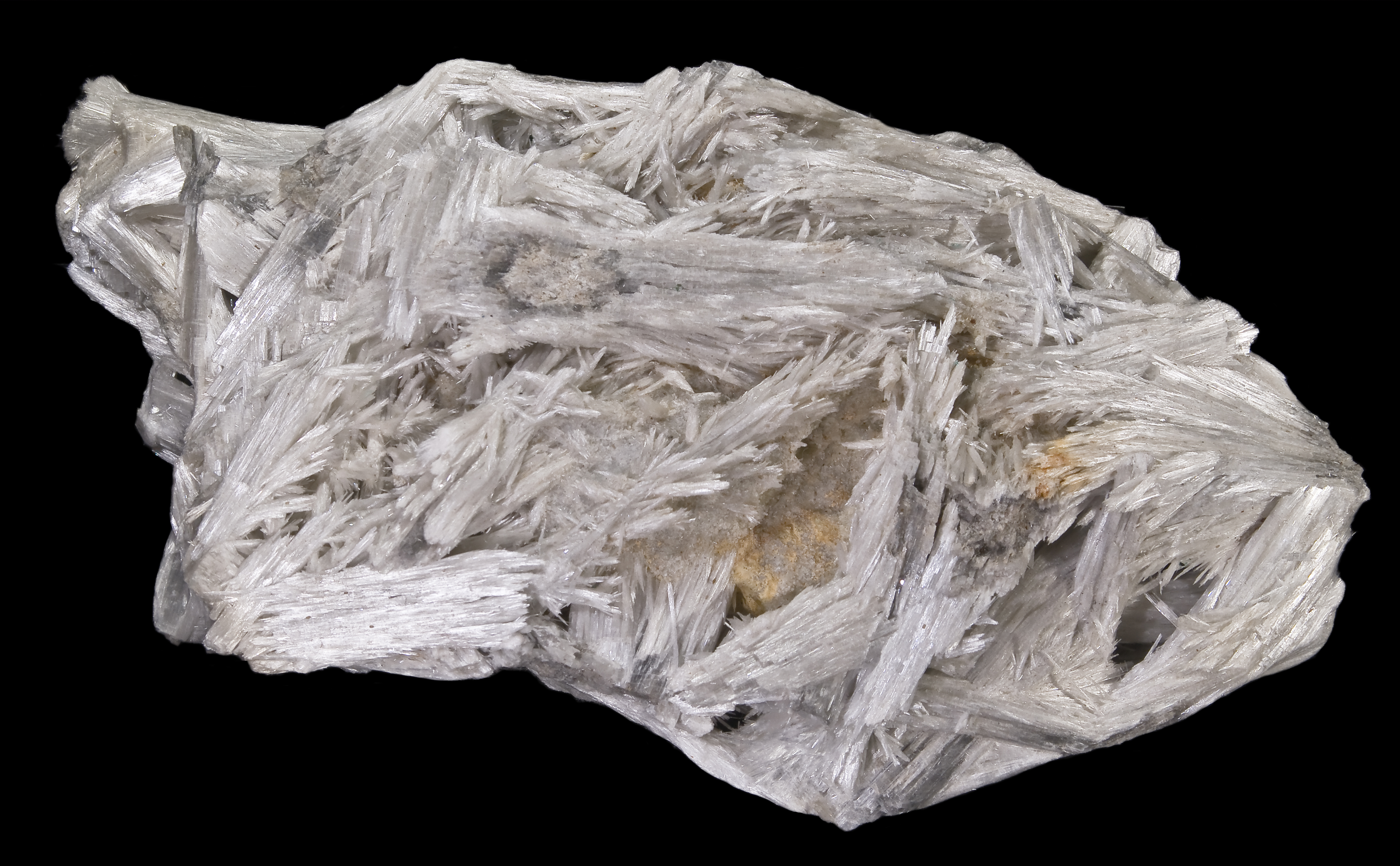
Тремоліт.

Лінійна текстура – різновид текстури гірських порід. Властива гірським породам з наявністю голчастих або призматичних мінеральних індивідів, орієнтованих взаємно паралельно, або з орієнтуванням пластинчастих мінералів паралельно певній лінії.